# Croatia Airlines
Croatia Airlines ist die nationale Fluggesellschaft Kroatiens mit Sitz in Zagreb und Basis auf dem Flughafen Zagreb. Sie ist Mitglied der Luftfahrtallianz Star Alliance.

## Geschichte

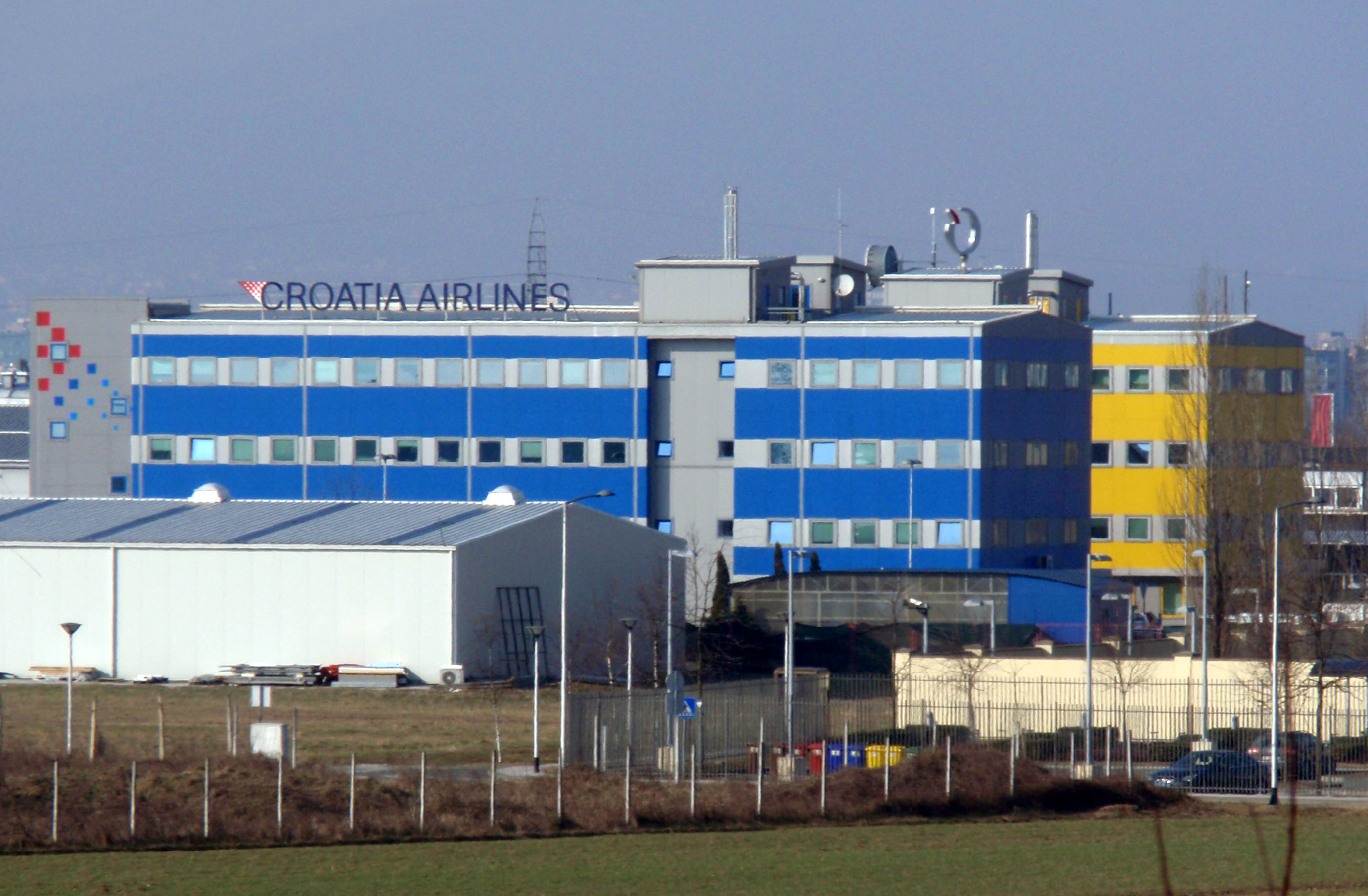
Sitz von Croatia Airlines in Zagreb

Croatia Airlines wurde am 20. Juli 1989 als Zagal - Zagreb Airlines gegründet und nahm den Frachtflugbetrieb für UPS Airlines mit der Cessna 402 auf. Nach den ersten demokratischen Wahlen in Kroatien änderte die Fluggesellschaft 1990 ihren Namen in Croatia Airlines. Mit einer geleasten McDonnell Douglas MD-82 startete Croatia Airlines 1991 eine Verbindung zwischen Zagreb und Split. 1992 musste die Fluggesellschaft aufgrund des Kroatien-Krieges den Flugbetrieb einstellen. Als die Flüge wieder aufgenommen werden konnten, kaufte die Gesellschaft drei Boeing 737 und wurde Mitglied der IATA.
1993 kamen zwei ATR 42 und zwei weitere Boeing 737 zur Flotte hinzu. In einigen europäischen Städten wurden Büros eröffnet und die Gesellschaft übernahm das Reisebüro Obzor, um Reisen für Gruppen und Einzelpersonen zu organisieren. Bis 1994 flogen mit Croatia über eine Million Passagiere. Eine weitere ATR 42 kam 1995 dazu und es wurden bereits zwei Millionen Passagiere befördert. 1996 war Croatia die erste Fluglinie, die Sarajevo anflog. Croatia Airlines erhielt 1997 ihren ersten Airbus A320 und 1998 die erste A319. Noch im selben Jahr wurde sie Mitglied im Verbund der europäischen Fluglinien (AEA). Bis 1999 kamen zwei weitere Maschinen von Airbus hinzu und Croatia Airlines begann damit, ihre Boeing-Maschinen zu verkaufen. Ein weiteres wichtiges Ereignis war der fünfmillionste Passagier.
Im Jahr 2000 erhielt Croatia Airlines zwei weitere Airbus-Flugzeuge und ein automatisiertes Ticketsystem wurde in Betrieb genommen. 2001 erhielt Croatia vom Luftfahrt-Bundesamt die Lizenz für Wartungsarbeiten.
Am 18. November 2004 wurde Croatia Airlines Mitglied der Star Alliance.
Im Mai 2013 fanden als Protestmaßnahmen gegen drastische Einsparungen bei Croatia Airlines umfangreiche Streiks statt. Die Regierung erwog zwischenzeitlich eine Insolvenz und Neugründung der Gesellschaft.
Nach wirtschaftlichen Problemen im Jahr 2012 wollte die Regierung die Gesellschaft verkaufen, fand jedoch keinen Käufer. Um 2015 erholte sich die Fluggesellschaft wieder, suchte aber trotzdem weiterhin einen strategischen Partner. Die Privatisierungspläne wurden erst im Januar 2018 nach einem Rekord von über 2,1 Millionen Passagieren 2017 aufgegeben. Seither ist Croatia Airlines ein strategisch wichtiges Unternehmen von speziellem Interesse für die Regierung. Ein Ausbau des Streckennetzes ist geplant.

## Flugziele
Croatia Airlines fliegt neben Zielen innerhalb Kroatiens auch Ziele in Europa an.
Im deutschsprachigen Raum werden Berlin Brandenburg, Düsseldorf, Hamburg, Frankfurt am Main, München, Wien und Zürich angeflogen.
Codesharing
Croatia Airlines unterhält Codeshare-Abkommen mit folgenden Fluggesellschaften: (Star-Alliance-Mitglieder sind mit * gekennzeichnet)
| - Air Canada* - Air France - Air India* - Asiana Airlines* | - Austrian Airlines* - Brussels Airlines* - ITA Airways - KLM | - LOT* - Lufthansa* - SAS - Singapore Airlines* | - Swiss* - TAP Portugal* - Turkish Airlines* - United Airlines* |

## Flotte

### Aktuelle Flotte

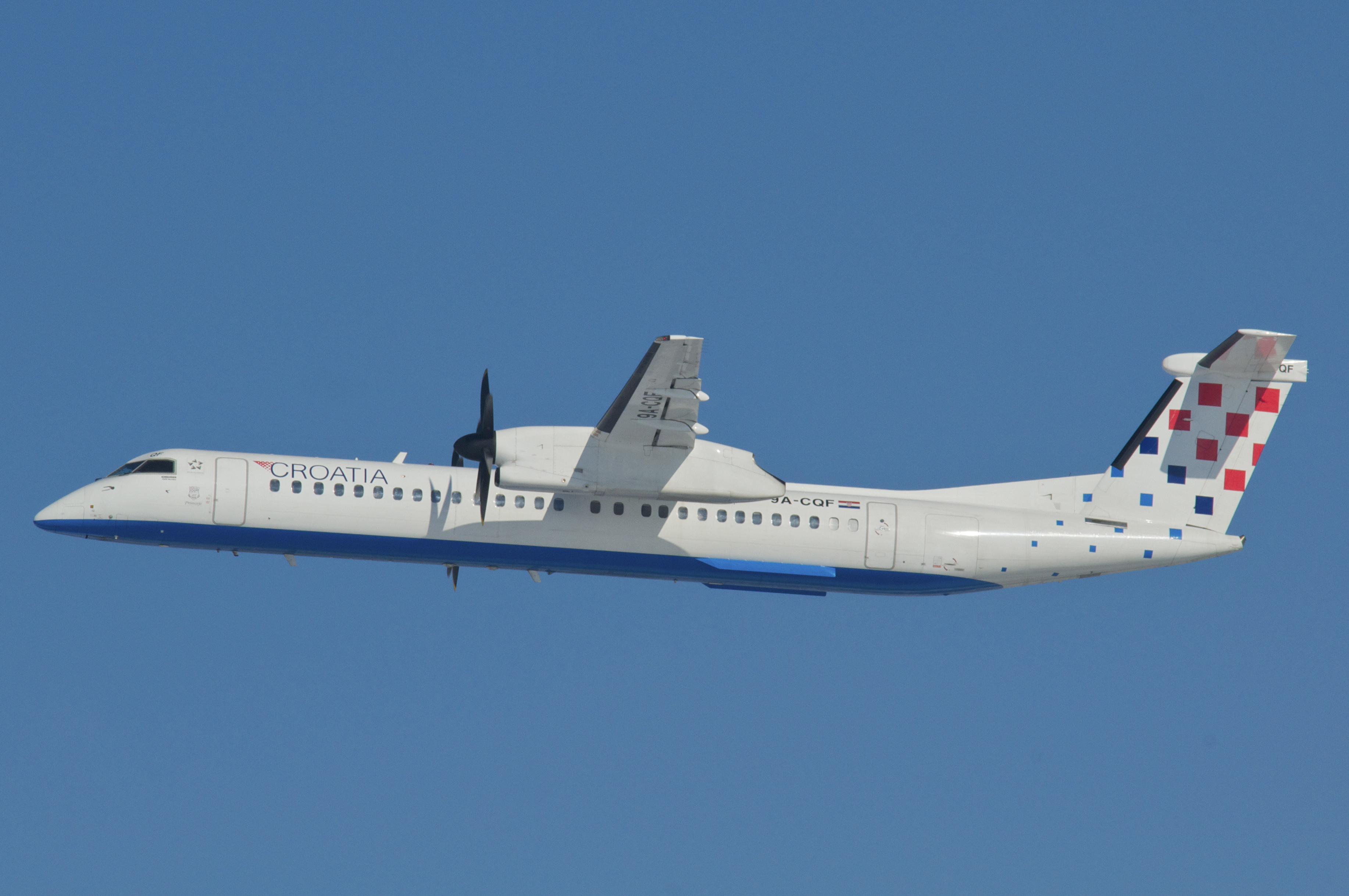
De Havilland DHC-8-400 der Croatia Airlines

Mit Stand Mai 2025 besteht die Flotte der Croatia Airlines aus 13 Flugzeugen mit einem Durchschnittsalter von 15,6 Jahren:
| Flugzeugtyp            | Anzahl | bestellt | Anmerkungen                                                | Sitzplätze | Durchschnittsalter |
| ---------------------- | ------ | -------- | ---------------------------------------------------------- | ---------- | ------------------ |
| Airbus A220-100        |        | 03       | Ersetzen alle anderen Flugzeugtypen bis 2026; alle geleast | – offen –  | 0                  |
| Airbus A220-300        | 03     | 09       | Ersetzen alle anderen Flugzeugtypen bis 2026; alle geleast | 149        | 00,5 Jahre         |
| Airbus A319-100        | 04     |          |                                                            | 144        | 23,1 Jahre         |
| Airbus A320-200        | 02     |          | eine mit Sharklets ausgestattet                            | 174        | 23,1 Jahre         |
| De Havilland DHC-8-400 | 04     |          |                                                            | 76         | 15,7 Jahre         |
| Gesamt                 | 13     | 12       |                                                            |            | 15,6 Jahre         |

### Aktuelle Sonderbemalungen
| Flugzeugtyp     | Luftfahrzeugkennzeichen | Bemalung                | Zeitraum           | Bild                                                        |
| --------------- | ----------------------- | ----------------------- | ------------------ | ----------------------------------------------------------- |
| Airbus A320-200 | 9A-CTO                  | „(White) Star Alliance“ | seit November 2022 | Croatia Airlines A320 landing at Amsterdam Schiphol Airport |

### Ehemalige Sonderbemalungen
| Flugzeugtyp     | Luftfahrzeugkennzeichen | Bemalung        | Zeitraum                   | Bild |
| --------------- | ----------------------- | --------------- | -------------------------- | ---- |
| Airbus A319-100 | 9A-CTI                  | „Star Alliance“ | März 2010 bis Oktober 2023 |      |

### Ehemalige Flugzeugtypen
Zuvor betrieb Croatia Airlines unter anderem auch folgende Flugzeugtypen:
- ATR 42-300QC
- Boeing 737-200
- Bombardier CRJ-1000
- BAe 146-200
- Fokker F100
- McDonnell Douglas MD-82

## Zwischenfälle
- Am 27. September 2013 musste eine De Havilland DHC-8-400 auf dem Weg von Zagreb nach Zürich auf dem Flughafen Zürich notlanden, nachdem sich das Bugfahrwerk nicht hatte ausfahren lassen; verletzt wurde niemand.[12]